# Konflikt Psychiczny
Konflikt Psychiczny – polski zespół muzyczny, wykonujący punk rock. Powstał w 1991 roku w Prudniku z inicjatywy wokalisty Marka „G.B.” Bienia i perkusisty Adama „Iżego” Idziego.

## Historia
Zespół założony został w Prudniku przez wokalistę i początkowo gitarzystę Marka „G.B.” Bienia i perkusistę Adama „Iżego” Idziego w 1991 roku. Z czasem „Iżi” został gitarzystą, na perkusji zastąpił go „Romek”. Do zespołu dołączył również „Skipi”, który też grał na gitarze.
Konflikt Psychiczny rozpadł się w maju 1995 roku, gdy „G.B.” trafił do Gliwic na leczenie odwykowe, a „Skipi” na dwa lata do więzienia. „Iżi” i „Romek” zaczęli grać w innym prudnickim zespole Newsbajzel.

## Muzycy
- Marek „G.B.” Bień – wokal (początkowo gitara)
- Adam „Iżi” Idzi – gitara (początkowo perkusja)
- „Romek” – perkusja
- „Skipi” – gitara

## Dyskografia
- Demo (1991)
- Próba (1995)